# Leiden Shorts
Leiden Shorts é um festival anual de curtas realizado na cidade de Leiden, na Holanda. Leiden Shorts (anteriormente conhecido como Leiden International Short Film Experience) foi fundado em 2009 como um cineclube e cresceu para se tornar um dos maiores festivais internacionais de curta-metragem da Holanda.

## História
Leiden Shorts começou em 2009 como um derivado do University of Leiden Student Cinema Club. Desde então, o festival cresceu para um evento de quatro dias explorando as fronteiras entre diferentes tipos de arte e fornecendo um pódio para cineastas, artistas e músicos talentosos, em especial os jovens. Junto ao festival principal da primavera, o Leiden Shorts está envolvido em eventos culturais ao longo do ano em colaboração com várias organizações em Leiden e arredores. Exemplos são Leiden International Film Festival (LIFF), Observatório de Leiden, RAP, Vrijplaats Leiden, Cultuurmaand, Nacht van Ondekkingen e Museumnacht Leiden.